# Chalcosoma atlas
Espèce
Chalcosoma atlas, de son nom vernaculaire le scarabée-atlas, est une espèce de grands scarabées-rhinocéros, parmi les plus grands des scarabées du monde avec les cétoines africaines du genre Goliathus.
Son nom évoque le titan Atlas. On rencontre cette espèce en Inde orientale, en Indochine, en Malaisie et en Indonésie. Les mâles dépassent parfois les 11 centimètres de longueur.

## Description
Chalcosoma atlas mesure entre 5 et 11 centimètres en moyenne. Sa couleur est d'un noir brunâtre.

Comme tous les scarabées-rhinocéros, le dimorphisme sexuel est prononcé : les femelles sont plus petites et ne possèdent pas de cornes.

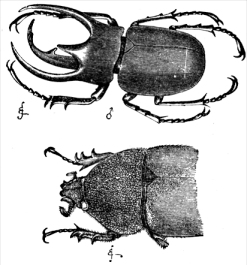
Mâle dessiné en haut ; femelle dessinée en bas
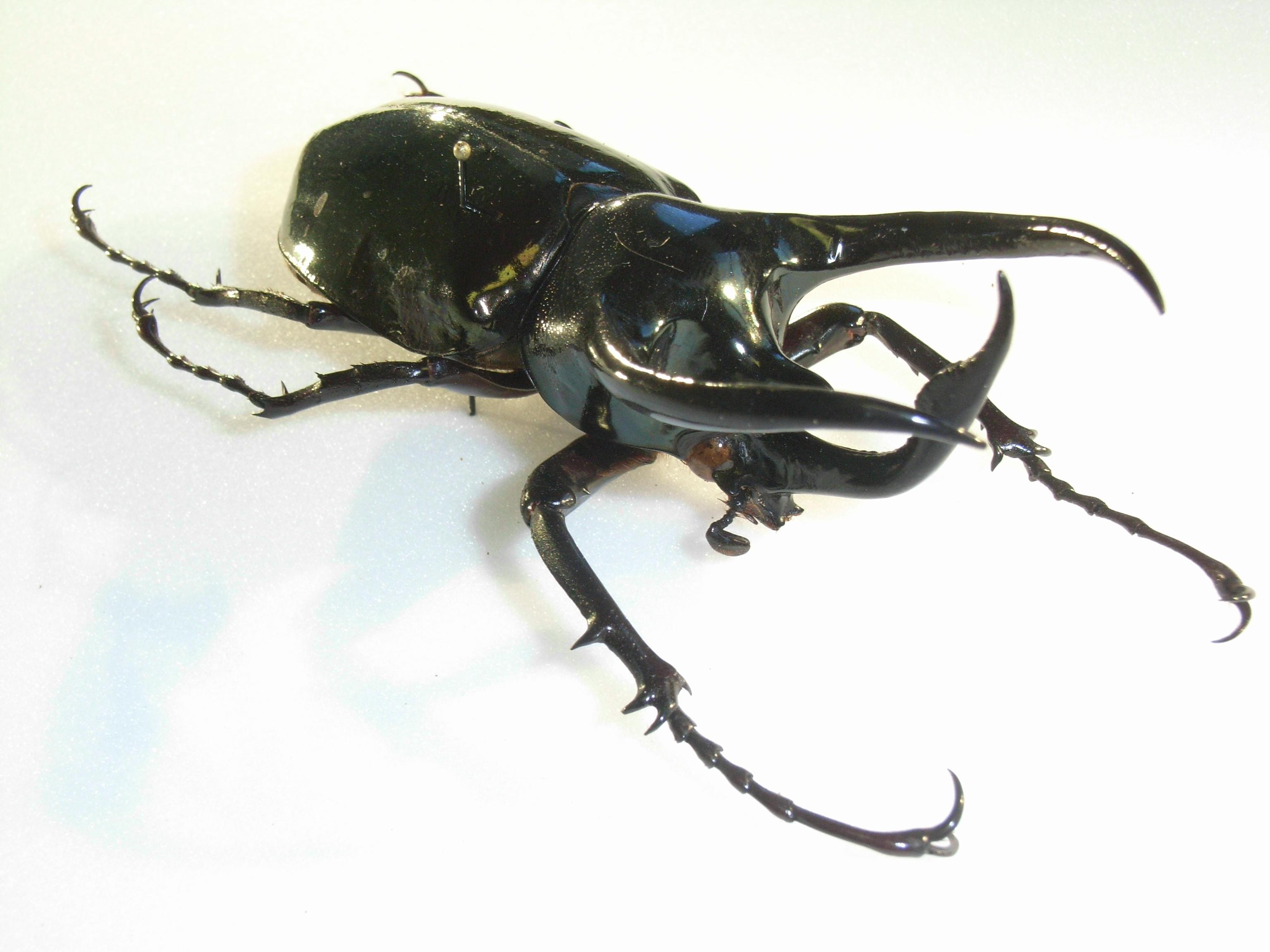
Mâle
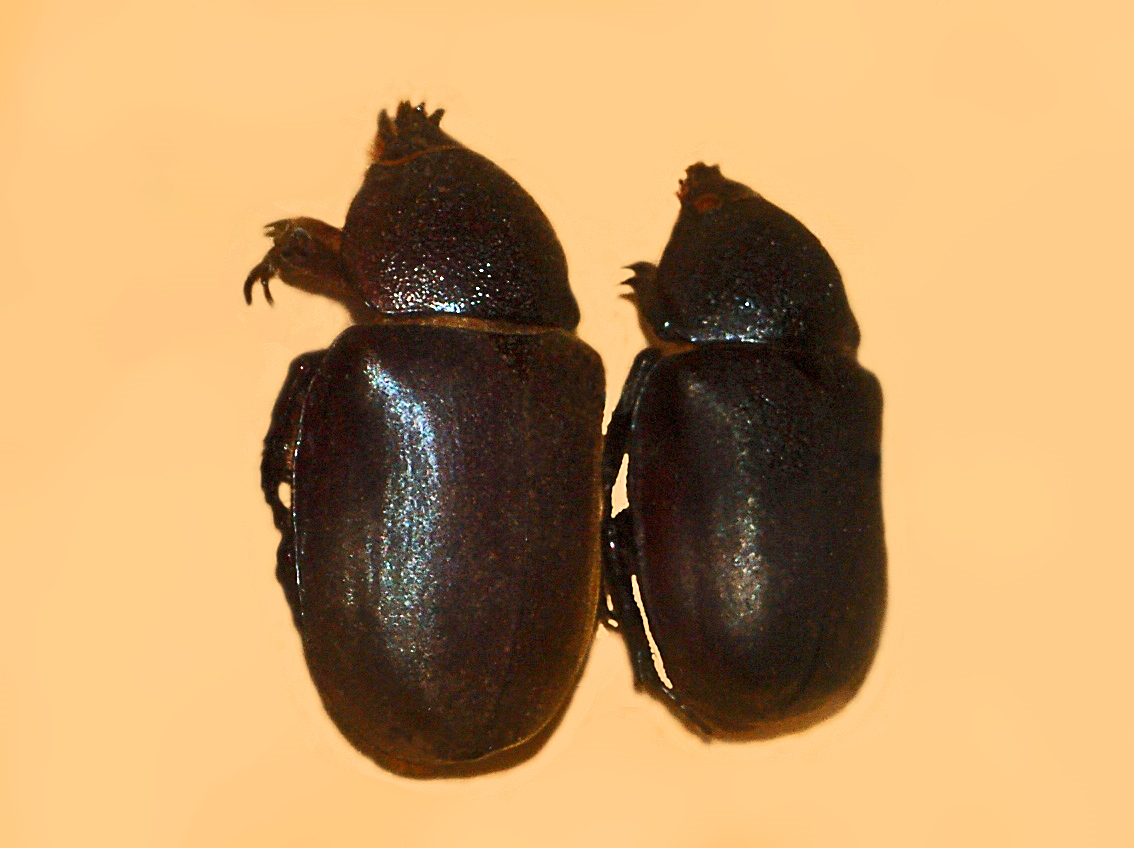
Femelles scarabées atlas
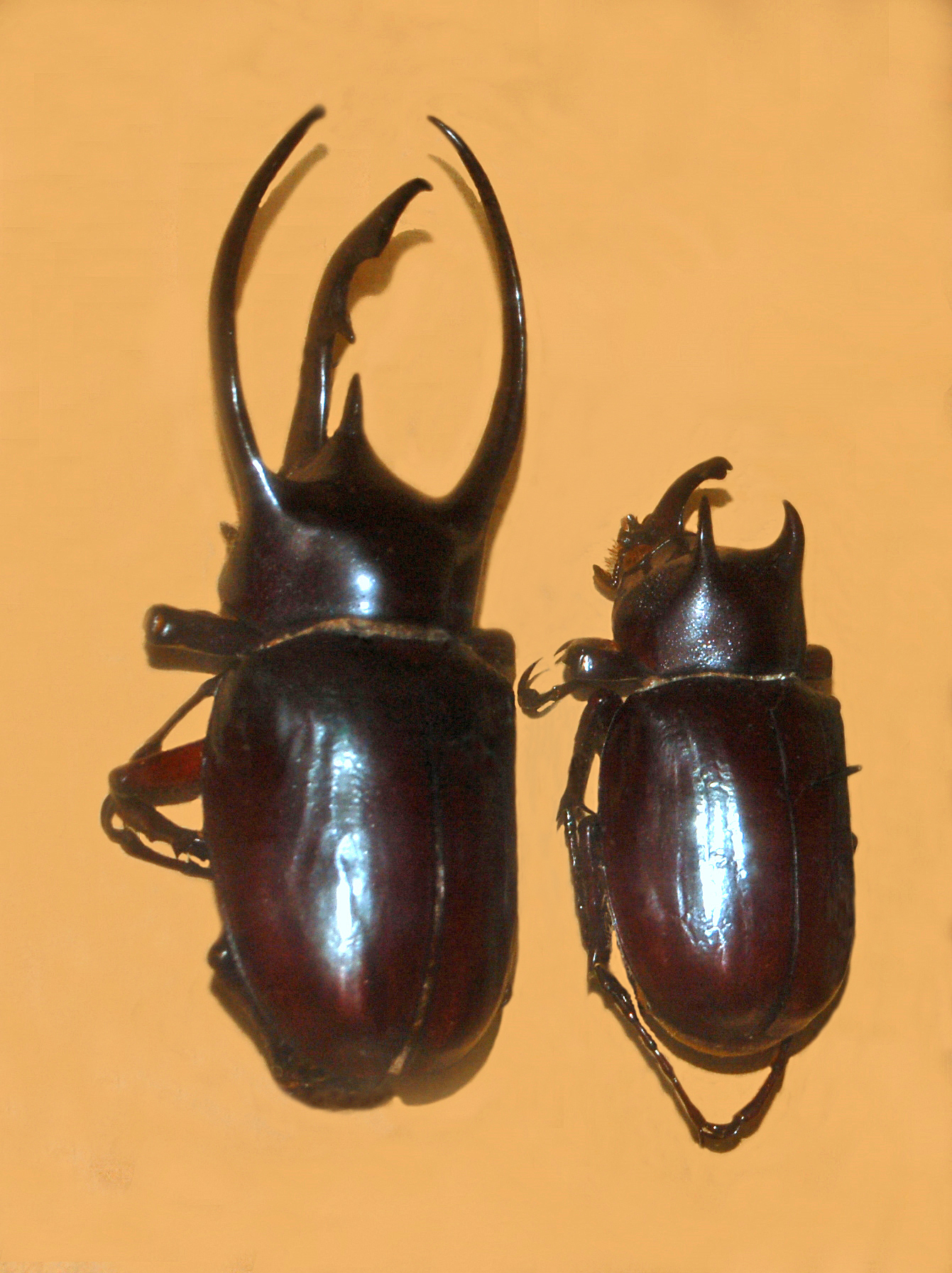
Mâles scarabées atlas
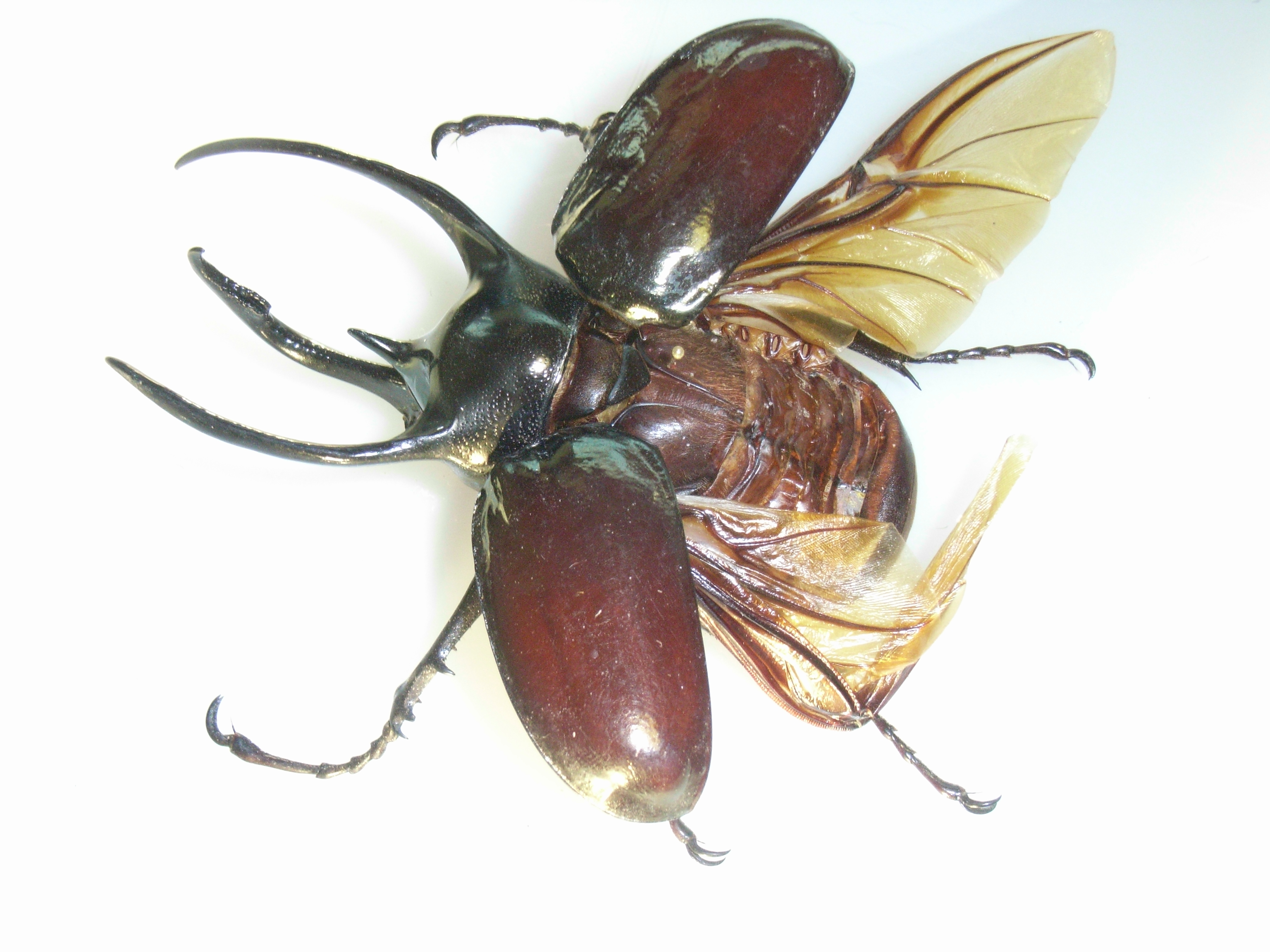
Mâle aux ailes déployées

Cette espèce est caractérisée par ses cornes thoraciques de chaque côté du pronotum, alors que les autres scarabées-rhinocéros ne possèdent qu'une seule corne thoracique. Les mâles possèdent aussi une longue corne céphalique relativement large comparé aux autres espèce du genre Chalcosoma,.  Celles-ci servent aux mâles à combattre pendant la période d'accouplement pour éloigner les mâles rivaux, mais aussi pour monopoliser la nourriture. 

## Économie
En Asie, des combats de scarabées sont organisés.

## Sous-espèces
- Chalcosoma atlas atlas — 50 – 100 mm.
- Chalcosoma atlas hesperus − 50 – 110 mm.
- Chalcosoma atlas shintae − 40 – 100 mm.
- Chalcosoma atlas mantetsu − 50 – 90 mm.
- Chalcosoma atlas keyboh − 50 - 80 mm.
- Chalcosoma atlas butonensis − 50 mm.
- Chalcosoma atlas simeuluensis − 50 −70 mm.